# Апраксия
Апра́ксия  (лат. apraxia от др.-греч. ἀπραξία «бездеятельность, бездействие») — нарушение целенаправленных движений и действий при сохранности составляющих их элементарных движений; возникает при очаговых поражениях коры больших полушарий головного мозга или проводящих путей мозолистого тела.
Апраксии могут носить ограниченный характер, то есть нарушения движений могут проявляться для одной половины тела, одной конечности, мускулатуры лица (оральная апраксия), при поражении мозолистого тела характерна левосторонняя апраксия.
Апраксии классифицируют как по локализации поражений головного мозга, так и по симптоматическому проявлению; комплекс симптомов зависит от функциональности поражённого участка мозга.

## Апраксии по локализации патологического процесса в головном мозге
- апраксия лобная (apraxia frontalis) — апраксия при поражении коры префронтальной области полушарий большого мозга, проявляющаяся нарушением программирования сложных, последовательно протекающих двигательных актов.
- апраксия моторная  (apraxia motoria) — апраксия, при которой больной способен наметить план последовательности действий, необходимых для выполнения сложного двигательного акта, но не может его осуществить.
- апраксия премоторная (apraxia praemotoria; синоним: динамическая апраксия) — апраксия, обусловленная дезавтоматизацией двигательных актов и их патологической инертностью; характеризуется нарушением навыков, необходимых для превращения отдельных движений в более сложные; наблюдается при поражении премоторной области коры большого мозга. Возникает при поражении 6-го цитоархитектонического поля Бродмана.
- апраксия кортикальная (apraxia corticalis) — апраксия, возникающая при поражении коры доминантного полушария большого мозга.
- апраксия билатеральная (apraxia bilateralis) — двусторонняя апраксия, возникающая при патологических очагах в нижней теменной доле доминантного полушария большого мозга.

## Апраксии по типам когнитивных расстройств и навыков
- апраксия акинетическая  (apraxia akinetica; синоним: психомоторная апраксия) — расстройство, обусловленное недостатком побуждения к движениям.
- апраксия амнестическая (apraxia amnestica) — расстройство, проявляющееся нарушением произвольных действий при сохранении подражательных.
- апраксия идеаторная  (apraxia ideatoria; др.-греч. ἰδέα «идея, образ»; синоним: ассоциативная апраксия Бонгеффера, апраксия Маркузе, идеаторная апраксия Пика) — апраксия, характеризующаяся невозможностью наметить план последовательных действий, необходимых для выполнения сложного двигательного акта.
- апраксия идеокинетическая  (apraxia ideokinetica; др.-греч. ἰδέα «идея, образ» + κινητικός «относящийся к движению») — апраксия, обусловленная утратой способности к целенаправленному выполнению простых действий, составляющих сложный двигательный акт, при сохранении возможности их случайного выполнения.
- апраксия кинестетическая (apraxia kinaesthetica; синоним: афферентная апраксия) — апраксия, обусловленная нарушением произвольных движений в результате расстройств кинестетической афферентации и характеризующаяся поиском нужных движений; наблюдается при поражении коры постцентральной области доминантного полушария большого мозга.
- апраксия конструктивная  (apraxia constructiva) — апраксия, проявляющаяся невозможностью составления целого предмета из его частей.
- апраксия одевания  — апраксия, проявляющаяся затруднением одевания; наблюдается при поражении париетоокципитальной области коры большого мозга, чаще правого полушария.
- апраксия оральная  (apraxia oralis) — моторная апраксия лицевой мускулатуры с расстройством сложных движений губ и языка, приводящим к нарушению речи.
- апраксия пространственная — апраксия, проявляющаяся нарушением ориентировки в пространстве, прежде всего в направлении «правое — левое».
- апраксия ходьбы  — апраксия, характеризующаяся нарушением ходьбы при отсутствии двигательных, проприоцептивных, вестибулярных расстройств и атаксии; наблюдается при поражении коры лобных долей большого мозга.
- апрактоагнозия